# 勃起
勃起（ぼっき、英: erection）は、陰茎・陰核・乳首が硬く大きくなる生理現象。
勃起は心理、神経、血管系、内分泌系などの要因の相互作用により引き起こされ、必ずではないが、性的興奮にも関係している。無意識的に起きることもある。

## 陰茎の勃起

### ヒトの陰茎勃起

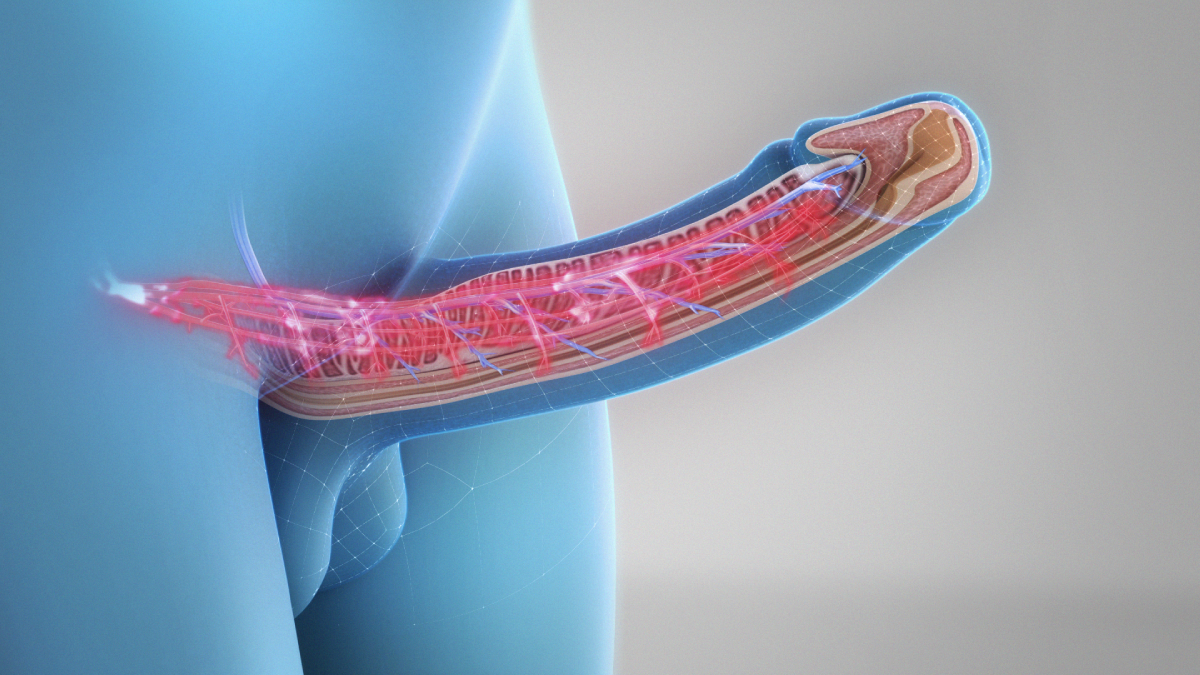
ヒトの陰茎の勃起

通常状態では柔軟で、男性の股間に懸下している陰茎は、勃起状態で太く長く硬くなり前方へ突き出ることで、性行為の時に女性器に挿入することが可能となる。常に不十分な勃起状態にしかならない疾患を勃起不全（ED）と言い、硬度の不足によって膣に挿入することができず、逆に膣圧に抗えず押し戻されてしまい膣性交が不可能となるため、治療が必要である。
ヒトの勃起は、陰茎内部の海綿体に血液が溜まり、血液を排出する静脈が調節され、内部の圧力が上昇することによって支えられる。これは陰茎内圧の上昇によって行われるため、当然伸縮性のある陰茎は内圧の高まりに拠って非勃起時よりも太くなる。普段の血圧では内部構造の関係で鬱血しないようになっている。
陰茎への機械的刺激の他、視覚刺激や想像などにより大脳皮質から引き起こされることもある。
主に思春期に入り第二次性徴が始まると、性に対する知識や興味が増え頻繁に勃起するようになる。また、思春期前でも、触るなどの外的刺激を受ければ陰茎は勃起する。
勃起した状態は被服の上からでも外見によってわかる場合があり、特に水着やジャージ、短パン、ブルマー、レオタードなど、身体にフィットした体操着や被服を着用する機会の多い児童、生徒、学生においては目立つことがある。勃起した陰茎によって被服下腹部の布地が直線状あるいは突起状に隆起することを指して「テントを張る」とも形容される。

本人や周囲の者の年齢、周囲の者の性別、嗜好、TPOなどによって受け止められ方は異なるものの、勃起した陰茎は女性器（膣）への挿入（性交）の準備が整った状態であり、性的興奮と関連付けられるため、勃起していることを周囲に知られることは、からかいの対象となったり、気恥ずかしい雰囲気、気まずい雰囲気、あるいは不快感を与えたりすることがあり、露骨にわかる状態はセクシャルハラスメントとして受け止められることがある。状態によっては、陰茎のサイズの大小や亀頭冠の発達度合いが他人に知られる場合もある。

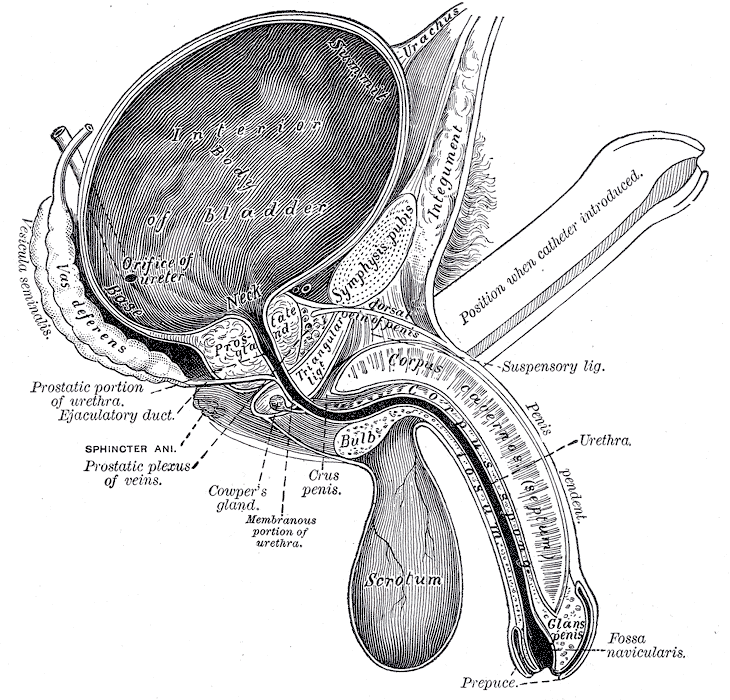
ヒトの陰茎。陰茎内部の海綿体は柔軟でスポンジのような構造である。ここに血液が充満し硬度を保つ。右上の簡略図の位置が勃起状態における陰茎の位置で上方に向く。
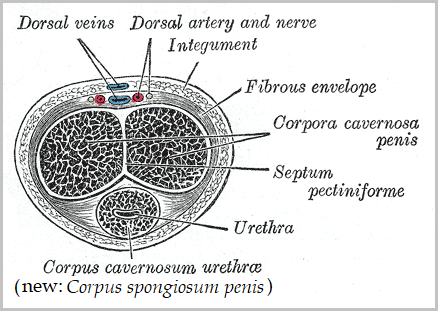
ヒト陰茎の断面。勃起時の陰茎を支える「陰茎海綿体」の他、尿道が陰茎内部や挿入時の圧力で閉塞しないよう尿道を支える「尿道海綿体」がある。

勃起時の陰茎の長さには、個人差が見られるが、あるドイツ人研究者の統計によると平均で13.6cm程度、ダイヤグラム・グループの調査によれば平均15.6cm程度で、90%の男性は12.5cmから17.5cmの範囲に収まるとなっている。また、小学生でも高学年で勃起時の長さは7～14cmとされている。（詳細は、ヒトの陰茎のサイズを参照）。ただ、平均より小さくとも女性の膣の長さは7cmから10cmほどなので、生殖行為としての性行為には支障はない。勃起時の長さ・太さ・膨張率は人によってまちまちで、平常時（非勃起時）の長さ・太さが同じでも、勃起時の長さ・太さは同じにはならない。一般に、若いほど勃起時の陰茎の角度が急となり、加齢とともに角度が緩やかになっていく傾向がある。角度は以下のような統計がある。真上を向き腹につくのを0°とし、水平が90°、真下を向くのが180°である。
| 角度（º）  | %  |
| ---------- | -- |
| 0から30    | 5  |
| 30から60   | 30 |
| 60から85   | 31 |
| 85から95   | 10 |
| 95から120  | 20 |
| 120から180 | 5  |

真っ直ぐしているかどうかは、くせづけなどで変化する。たとえば1970年代には上向きに反り返っているのが珍しいといわれ、1980年代には右曲りが普通と逆で珍しいといわれた。
また、平常時亀頭に包皮が被っていても、勃起または勃起時に指などで根本方向に引っ張り、ずり下げれば包皮が反転し亀頭が露出し、痛みを伴わない状態を「仮性包茎」と呼び、日本人には一定割合で存在するとされるが、この仮性包茎は性行為の上では全く問題はない。膣内で亀頭が膣壁と包皮で同時に刺激を受けるので早漏になりやすいという俗説もあるが、これはまったく医学的根拠がない。挿入前に包皮を剥いておけば膣内で包皮が戻ることはなく、包皮によって無駄に性的な刺激が加わることはない。コンドーム装着時は包皮を剥いた状態で装着しなければ、挿入時に脱落してしまう危険性がある。
包茎（真性包茎）や嵌頓包茎の場合は、包皮口が狭く、亀頭の露出に困難が生じ、健康保険適用の治療もなされる疾患である。自分で根気よく皮を伸ばすなどして修正できないわけではないが、段階的に時間がかかる方法である。
一方の仮性包茎とされる陰茎は、治療の必要性はないため包皮切除手術に健康保険は適用されず、そもそも手術の必要性もない。性交時のデメリットも、上記のコンドームの脱落は剥いた状態で正しく装着すればほぼ防げ、恥垢や臭いで相手が嫌がるケースも、性交前に洗うことで容易に解決する。

### 朝勃ち
睡眠のメカニズムにより、性的な夢を見た性的興奮や自意識とは関係のない状態でペニス（陰茎）が勃起することがある。

### 動物の陰茎勃起
ヒト以外の動物については、陰茎骨という骨を持ち、この骨が筋肉の働きに拠って陰茎を伸ばすものも見られる。クジラなどの海洋哺乳類では、普段陰茎は皮下にS字状にしまいこまれた状態で埋没しており、性交時にはこの陰茎骨が陰茎を突き出させる。

#### 亀頭球

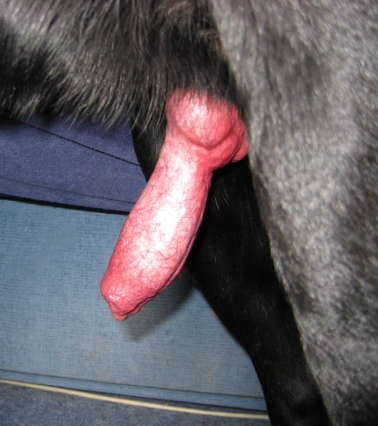
勃起したラブラドールレトリバーの陰茎。基部の膨らんだ部位が亀頭球。

亀頭球は、イヌ科の陰茎基部に見られる丸く膨らんだ部位。勃起時に膨満することで、交尾時に陰茎が抜けないようにし、膣内が精液で満たされやすくする役割を持つ。

## 陰茎折症
ヒト陰茎は勃起時に強い衝撃を受けると内部の圧力を支える白膜が「裂ける」ことがある。これを陰茎折症または陰茎骨折という。その過半数程度は自慰や性交時に急に折り曲げたりなど無理な圧力が掛かることで発生するが、骨折一般と違い骨が損傷しているわけではないものの、白膜が裂ける瞬間はそれと分かる「何かが折れる」ような音がする場合もあるといわれている。この場合は外科的に手術で治療しないと勃起障害などの原因となる。

## 乳幼児の勃起と先天性勃起障害
勃起は胎児期からみられる現象であり、おむつ替えや入浴などの際に乳幼児の陰茎が勃起するのは異常なことではない。乳幼児の勃起は手が触れたり、着衣を脱ぐことで冷たい空気に触れるなどの物理的刺激に対する反射か夜間陰茎勃起現象によるものであって、性的興奮によるものではないとされる。
逆に、その男児の勃起した状態を親や保育者が一度も見たことがないという場合は、陰茎や周辺の神経系の先天性障害による勃起障害（器質性勃起障害）が疑われる。
さらに、射精反射の機能に先天的に障害をもつ場合もあり、ともに治療しなければ、思春期以降マスターベーションや性交など、男性としての通常の性行動の実現に障害となる。
特に射精反射の障害は、幼児期に一時的にテストステロンのレベルが上がる5歳頃までに治療を開始しなければ治療は困難とされる。治療の効果や本人の精神的負担を考慮すれば、小学校入学前までには治療を完了しておくことが望ましい。
勃起はするが射精反射に障害を有している者もおり、思春期以降まで見過ごされることも多い。
なお乳幼児であっても射精反射の機能は有しており、陰茎への性的刺激により勃起から性的絶頂を迎え、ドライオーガズム（精液の射出を伴わない性的絶頂）により陰茎や会陰部が律動するのが通常である。

## 陰核の勃起

### ヒトの陰核勃起
陰茎の相同器官でもある、女性の陰核（クリトリス）にも男性の陰茎と同様に勃起が起こることがある。女性が性的興奮をした際に通常、陰核亀頭が膨張し陰核包皮から僅かに突出する。ただし、個人差がある。一方には勃起しても陰核亀頭が陰核包皮に覆われたままの女性もいれば、他方には陰核亀頭が勃起せずに引っ込んだままの女性もいる。
男性（男児）ほどあからさまではないが、勃起時に大陰唇が充血し肥厚することや、陰核（クリトリス）が突出するため、水着やジャージ、短パン、ブルマー、レオタードなど、身体にフィットした体操着や被服を着用している場合には、布地が陰裂に食い込むなどして被服表面に Camel Toe と呼ばれる縦の筋を発生させたり、陰核による突起状の隆起を生じる場合がある。

#### 夜間陰核勃起現象
夜間陰核勃起現象は、睡眠中の陰核の不随意の勃起であり、レム睡眠に関連している。場合によっては、エロティックな夢を伴う事もあるが、はっきりとした原因は現在も不明である。この現象は、陰茎の夜間陰茎勃起に似ている。また、大陰唇と小陰唇の肥大と、子宮の収縮に起因する女性器への血液供給の増加がある。

## その他の勃起

### 乳首の勃起
男女ともに性的興奮により乳首に勃起が起こる。乳首の先が固く、とんがるような形になり、いずれも勃起前よりも敏感に性的快感を与えるようになる（くすぐったいと感じるだけの者もおり、個人差がある）。しかし科学的には勃起といわない。

### 性的要因以外の勃起
性的興奮以外または性的以外の刺激でも勃起が起こることがある。乗り物による振動や摩擦などがそれにあたる。また思春期などでは性的な欲求や刺激が無くても、突発的に勃起してしまうことがある。
「朝勃ち」は睡眠から覚めた際に勃起している状態をいう。勃起障害でも心因性勃起障害では朝勃ちすることも知られており、これの有無で勃起障害がどのような原因で起きているかの診断にも利用される。

### 薬の副作用
トラゾドン（商品名は「デジレル」「レスリン」）の副作用で、陰茎及び陰核の持続勃起症が起こることもある。この場合には、直ちに服用を中止し、医師に相談すること（この副作用を利用して、ED治療薬バイアグラが登場するまでは、勃起不全改善薬として用いられることもあった）。

### 病的原因による勃起
陰茎はある種の病気で勃起の様な現象が起きる場合がある。この場合、本人の性的意識や興奮とは関係なく発生し、むしろ苦痛を伴うこともある。陰茎海綿体やその被膜に繊維組織が異常増殖して硬さを持ち、見かけ勃起している状態になるものをペイロニー病という。しかし、増殖した繊維組織によって引きつっているだけなので血液の流入による海綿体の膨張という真の勃起ではなく、むしろ真の勃起が起きると引きつった部分に痛みを生じてしまう。主に中高年に発症し、治療には外科手術によって繊維質を取り除く療法等が行われる。
また、外傷や他の全身疾患（血栓症、陰茎腫瘍、白血病など）に併発して持続勃起症が起きることがある。勃起を支配する中枢神経系の腫瘍などの病的異常によっても起こる。前立腺や尿路などの炎症が勃起を誘発させる神経刺激を持続し持続勃起症を起こす場合もある。持続勃起症は陰茎海綿体に血栓症を引き起こす。持続勃起症は通常10日間以内とされるが、持続が更に長期に渡る場合は海綿体組織が繊維化し軟骨やカルシウム沈着によって骨に移行する例もある。持続勃起症が発現した場合は、早期に受診し原因となる病気の究明がまず優先される。

### 死後の勃起
縊死した死体で勃起がみられることがある。これは頸部の圧迫により脊椎が損傷し、その部分が異常に興奮することで生じるとされる。

## 勃起補助具
下腹部の疾患、体調不良、疲労、連続射精、あるいは加齢などにより、陰茎が十分に勃起しなくなった時、あるいは勃起を維持することが困難になった時に使用する勃起補助具がある。

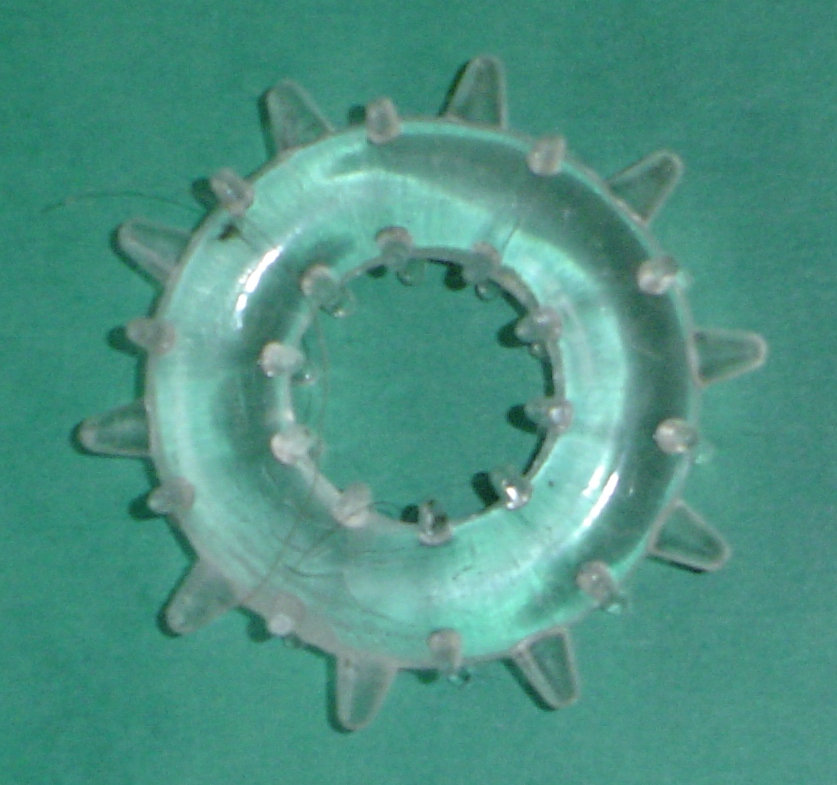
エラストマー製コックリング

### コックリング
コックリングは、陰茎の根元を締め付け、陰茎を常時勃起させたままにするための用具である。柔軟性のあるエラストマーで作られており、陰茎を軽く締め付けることで勃起維持を図る。簡単な構造のものはコンドーム脱落防止リングと称して、薬局やドラッグストアで販売されているものもある。装着すると多少きつく感じられるがそのまま射精可能である。

### 体外陰圧式勃起補助具
ガラス製あるいはプラスチック製などで作られた円筒に陰茎を挿入し、ポンプで円筒内の空気を抜き陰茎に負圧を掛けて血流の流入増を起こし勃起させる用具である。勃起後の陰茎にはコックバンドを装着し勃起を維持させる。